# Heliconius roseni
Heliconius roseni är en fjärilsart som beskrevs av Krüger 1928. Heliconius roseni ingår i släktet Heliconius och familjen praktfjärilar. Inga underarter finns listade i Catalogue of Life.